# Limonius aeneoniger
Limonius aeneoniger är en skalbaggsart som först beskrevs av De Geer 1774.  Limonius aeneoniger ingår i släktet Limonius, och familjen knäppare. Arten är reproducerande i Sverige.